# باشگاه فوتبال پلاتینزه مونیسیپال زاکاتیکولوکا
باشگاه فوتبال دپورتیوو پلاتینزه مونیسیپال زاکاتیکولوکا که معمولاً به اختصار فقط پلاتینزه نامیده می‌شود، یک باشگاه فوتبال اهل السالوادور است که در زاکاتیکولوکا، مرکز استان لاپاز مرکز استان لاپاز واقع شده است و در حال حاضر در لیگ برتر بازی می‌کند. این باشگاه بازی‌های خانگی خود را در ورزشگاه پانورامیکو ده زاکاتکولوکا انجام می‌دهد که ظرفیت آن ۱۰٬۰۰۰ نفر است.